# 駄菓子屋

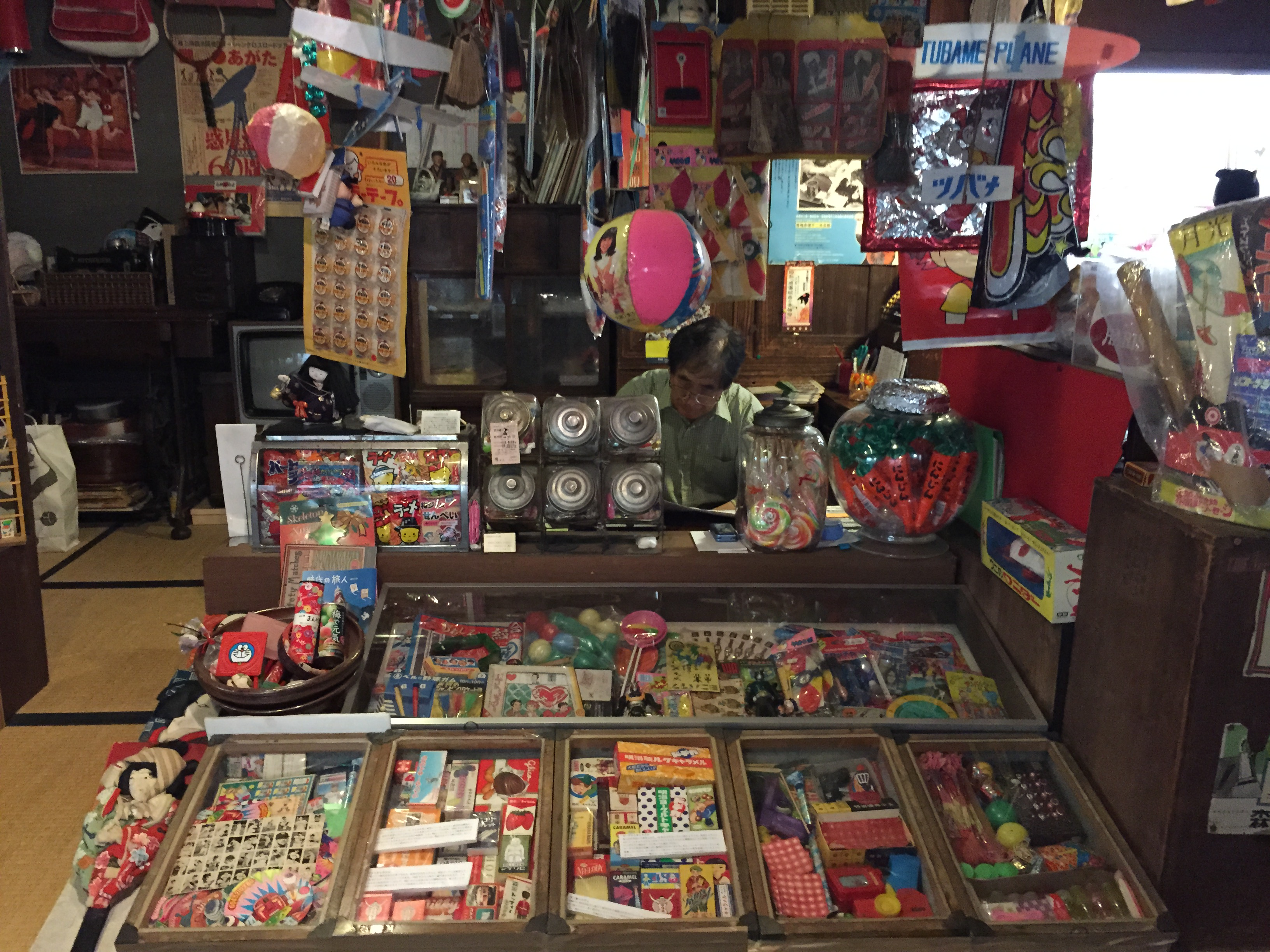
再現された「昭和の駄菓子屋」

駄菓子屋（だがしや）は、主に中学生以下の年齢層の児童を対象とした駄菓子・玩具の小売販売店の形態である。地域により一文菓子屋とも呼ぶ。
なお取扱商品の分野に関しては、後述するように様々な商店の兼業もあることから、店舗によっては菓子類や玩具に限定されない。

## 概要
駄菓子屋は、児童への菓子・玩具の販売を目的とした商店であり、日本では1980年代以前の町村では普遍的に見られた業態である。
この業態の成立は古く、その発祥もはっきりしない。明治・大正の時代から度々文学作品などにも登場している事から、日本が工業化を始めて以降に、次第に数を増やしたようだ。なお江戸時代には飴売りという無店舗で飴を売り歩く商人（行商）が存在したが、彼らはかざぐるまなど簡単な玩具も扱ったり客引きのための芸を見せることもあったため、お菓子と共に玩具や娯楽を提供する駄菓子屋に相通じるものがある。なお飴売りはチンドン屋の原型だともいわれている。

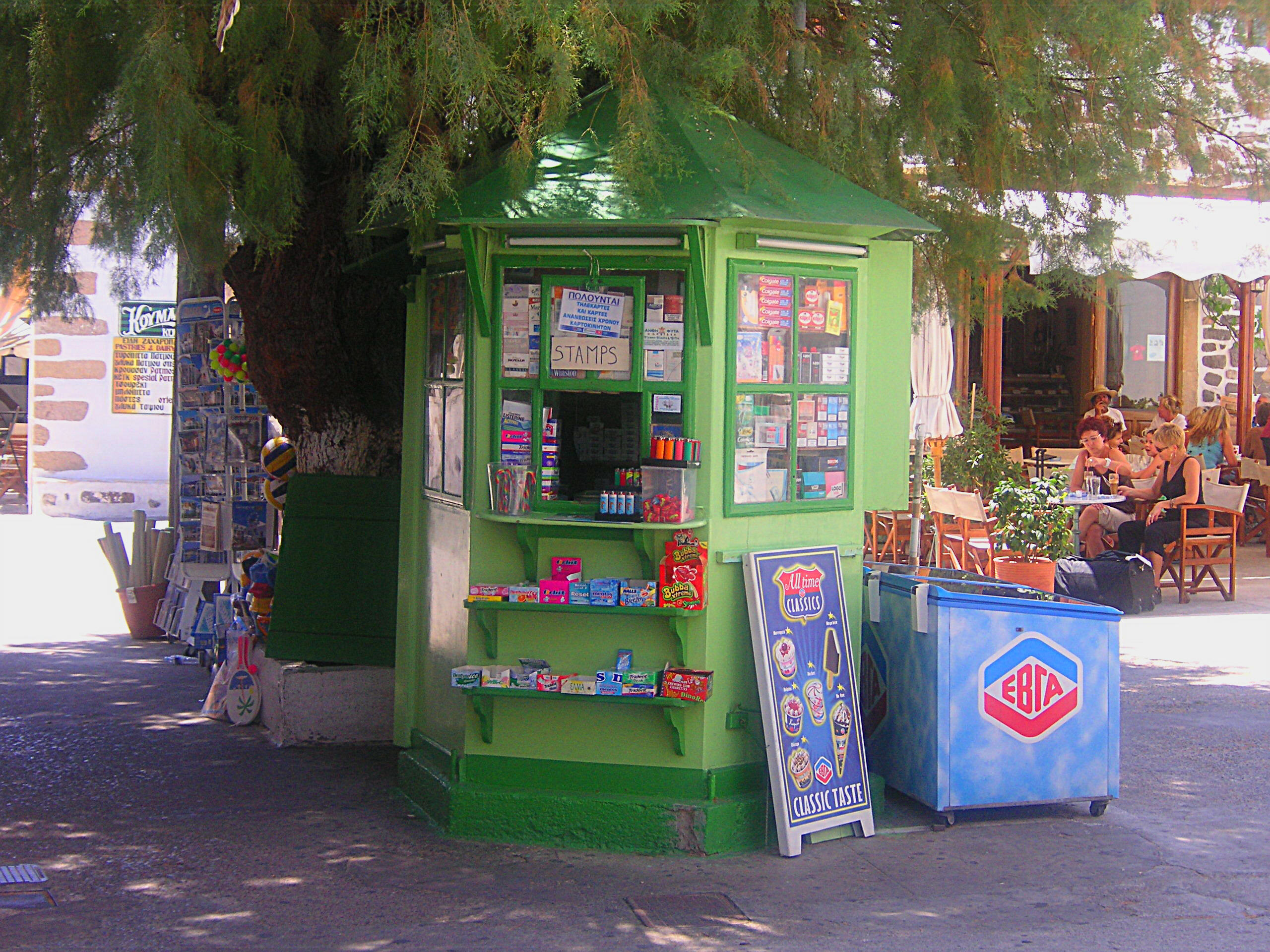
ギリシャのキオスク
小さいながらも、お菓子やアイス・煙草・喫煙具などを扱っている。

その大半は個人経営であり、何らかの商売（タバコ屋や文具店・雑貨商・軽食堂など）のついでに営業していた店も多かった。なお日本国外の似たような業態には、米国のドラッグストアやヨーロッパのキオスク（英：Kiosk）が挙げられる。
営業時間は子供らが遊び歩く「日の出から日没まで」ではあったが、その一方で商店がその家の居間と障子一枚隔てて隣接している事も多く、19時前後までは営業している場合もあった。店そのものが住居との差異が不明確だったのである。店先の精々3畳程度の土間には、商品陳列用の棚が設置されていたほか、店の中央に置かれた木箱の上にも、商品や菓子などの入った箱やビンなども見られた。また天井から下げたフックに引っ掛けられて販売されている商品も少なくなかった。
これらの店で扱われていた菓子は駄菓子と呼ばれ、郷土菓子などもあったが、専門メーカーによる製品も流通しており、この中には定番とも言える幾つかの製品群も存在する。ただし年代や地域によって挙げる製品にはかなりの差がある場合も多く、こういった駄菓子屋由来の「子供の頃の思い出」は、同地域・同世代の共通認識に近い形で扱われる（後述）。必ずしも衛生的だとは言えない商店の店先で販売されるために、一つずつ丁寧に包装されているか、あるいは多少は不衛生な店頭でも埃を被らないよう、大きなガラスびんやプラスチックケース・ビニール袋などに入れられて販売されていた。また古くは、木箱の上にガラス板をはめ込んだケースも利用されていた。
子供向けの商品が多いながら、自動販売機やコンビニエンスストアの無かった時代には、清涼飲料水やアイスクリームといった涼を取るために利用する大人もいた。また中学校・高校・大学の近くにある駄菓子屋の場合は、休み時間に学校から抜け出して来たり部活の途中で抜け出してきた生徒が、菓子パンや清涼飲料水を買うために利用する事もあった。そのような立地条件の店では、この学生らによる需要に特化した品揃えの店も見られた。逆に通学路沿いのパン屋やよろずやの中には、店の一角がほぼ駄菓子屋化していた店もあった。また、バス停付近にある店舗では、路線バスの回数乗車券やバスカードを委託販売しているところもあった。
またアーケードゲーム、古くは簡単なメダルゲームなどのエレメカを店頭に設置する店も多かった。スペースインベーダー流行時の1970年代末にはこれを設置するだけでなく、駄菓子屋かゲームセンターか判らなくなる店も登場し、俗に「駄菓子屋ゲーセン」と呼ばれた。これらのゲーム機では1回20～30円の、しかもROMをコピーしたようなコピーゲームが設置された店もあった（ゼビウス関連）。なお1990年には複数のゲームを一台のゲーム機で提供するMulti Video System（後のネオジオ）が登場、これに置き換えられたところも見られた。

### 商売の形態
主にセルフサービスとの形式をとっていた。客である子供らは商品を手にとって店主に声を掛け、店主がそれらを合算して値段を伝え、その金額を子供らが支払うというものである。たくさん買うと大抵は商品を入れるための紙袋をくれたが、店によっては店主などが片手間に新聞紙で作った袋が使われていることもあった。
商品は駄菓子問屋や玩具問屋経由で仕入れられた物で、これらは概ね6～8掛けで仕入れられ、商品単価も極めて安いため、とにかく薄利多売をするしかなかった。

### 子供たちの社交場

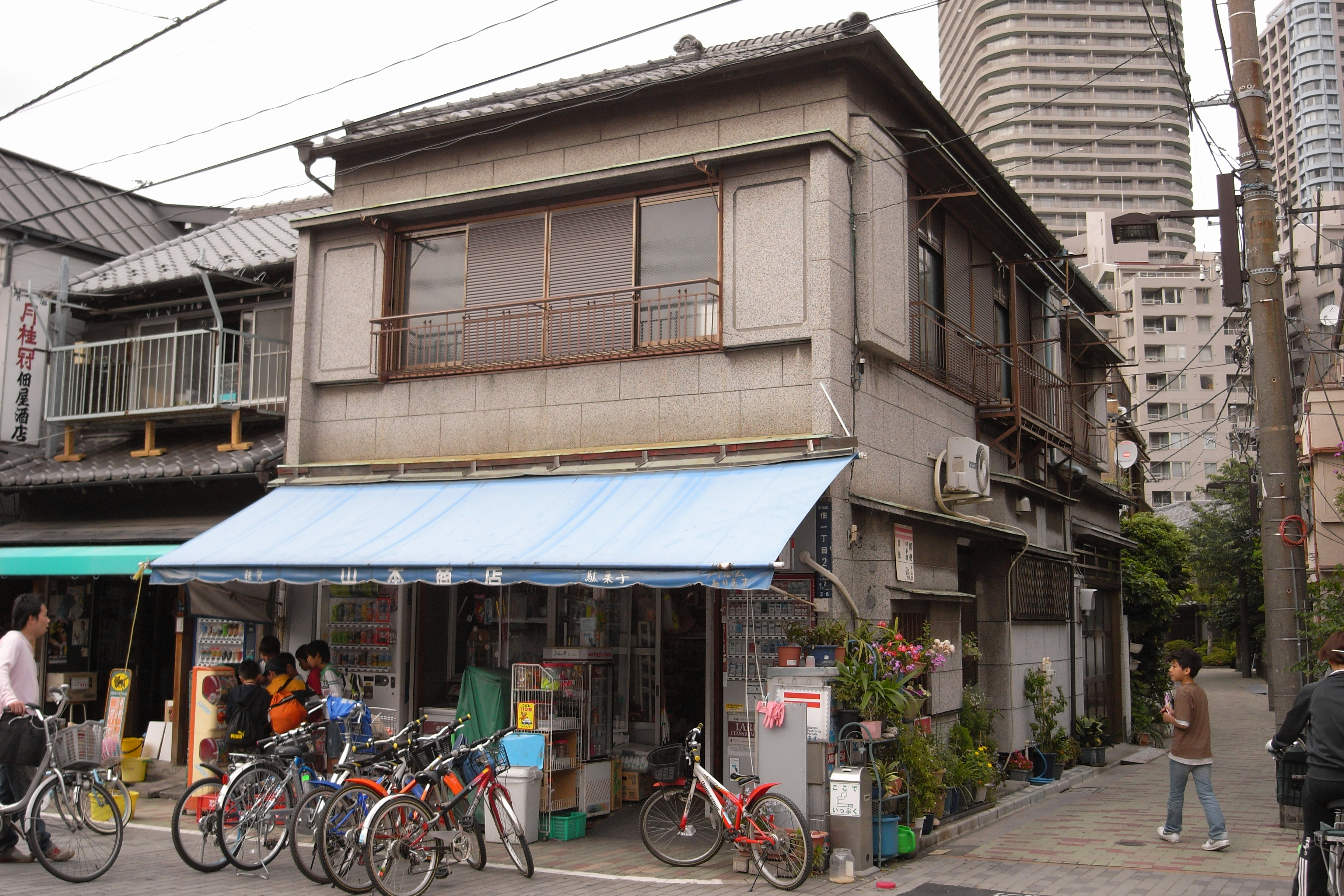
駄菓子屋に集まる子供たち

これらの店舗は、子供らの文化に共通基盤を与えていた。これらでは、年齢層の違う子供らも一緒になって利用するため、そこには一種のコミュニティが成立したほか、長く続いた駄菓子屋では店の屋号以外に世代を超えて利用された愛称もあり、同じ地域で育った者なら共通認識やランドマークとして店の愛称が出る程となる。
- 店舗は小学校の近くにあることが多く、学校や塾の帰り道に立ち寄るように、何かのついでに寄ることができた。
- 専門に駄菓子屋をやっている店では、店番はお爺さんやお婆さんなど高齢者が定番であったほか、おばさん（中年女性）のやっている店もあった。今では地方によって若い男性が切り盛りする店も存在する。
- くじ引きやお菓子が、子供が肩叩きや草むしり・お使いのお駄賃にもらえる僅かばかりの金銭で買える価格で多数存在した。現在の金銭感覚でも、500円に相当する貨幣を持っていけばお大尽（友達数人に奢ってもお釣りが来る）ができた。
- クジの中には少なからずゲーム要素を含む物も存在した（輪投げなど）。

## 取り扱い品目

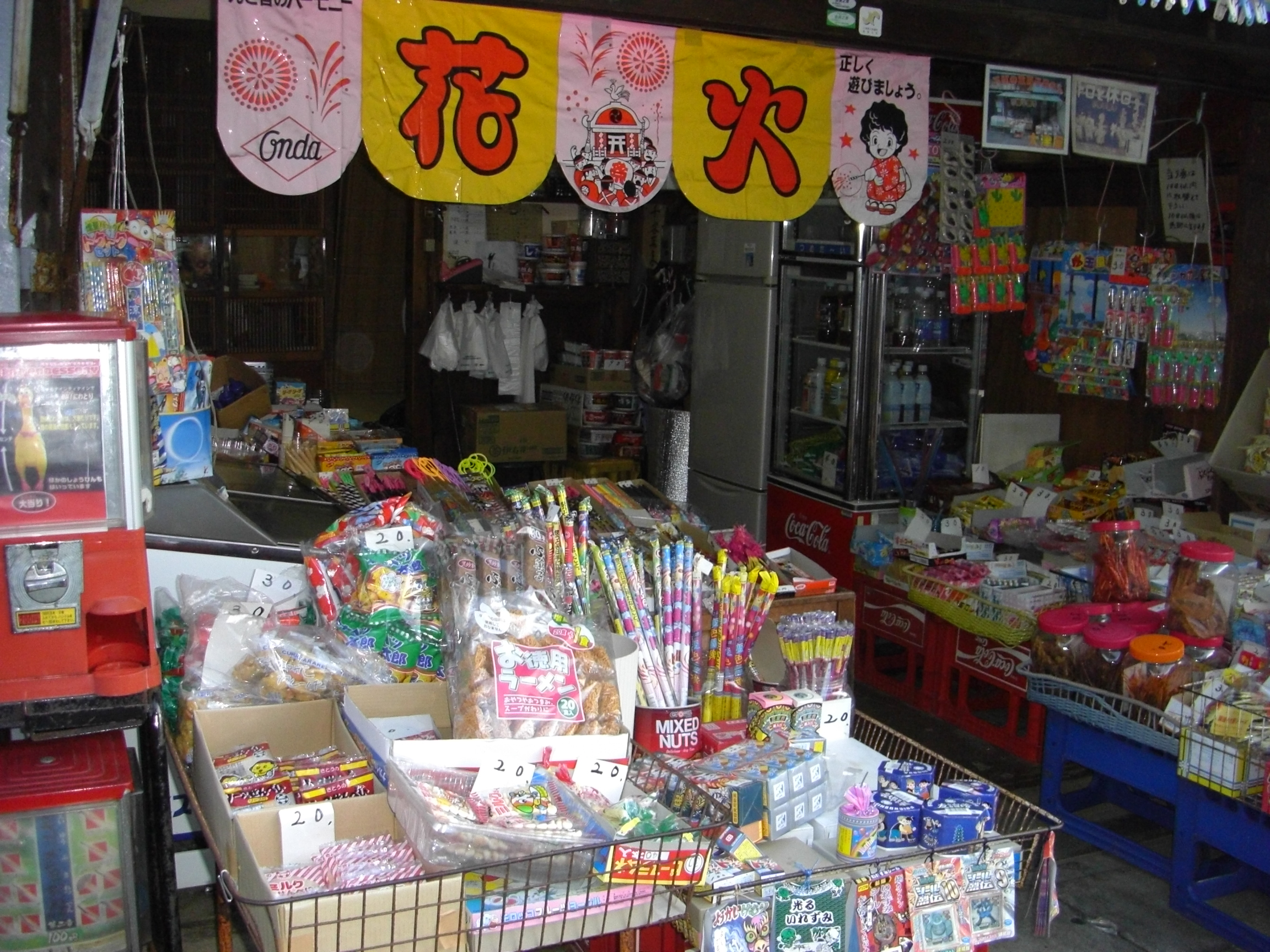
駄菓子屋の店先
おもちゃ花火が菓子・玩具と雑然と陳列されるなど、狭い店先には様々な商品が並べられる

駄菓子類の商品は各々、2000年代現在の金銭感覚で20～100円程度、当時の金額では昭和1桁で「何銭」、戦後～高度経済成長以前は「何銭～数円」、高度経済成長期～バブル期前の頃では「10～50円」といったところである。子供が何かのお手伝い数回分で貰ったお駄賃を握り締めて行けば、1～2時間は面白おかしく楽しめるだけのお菓子・玩具が買えた。2000年代に現存する駄菓子屋においても、500円玉一個で相当に楽しめる傾向も見られる。
販売している菓子でも安価な物に関しては、駄菓子の項を参照。清涼飲料水やアイスクリームなどは大手メーカーの製品と、駄菓子専門メーカーの安価な物が並行して販売されており、菓子類も一部大手メーカーの製品が置かれていた。
駄菓子屋アイテムで大人気だったのが、お店の前に有ったガシャポン（カプセルトイ）。本格的に流行し始めたのも1970年以降と思われる、その代表的なメーカーにコスモスがあった。1970年代の人気アイテムにスーパーカー消しゴムはスライムといった当時の人気商品を真似た「パチもの」などが有った。

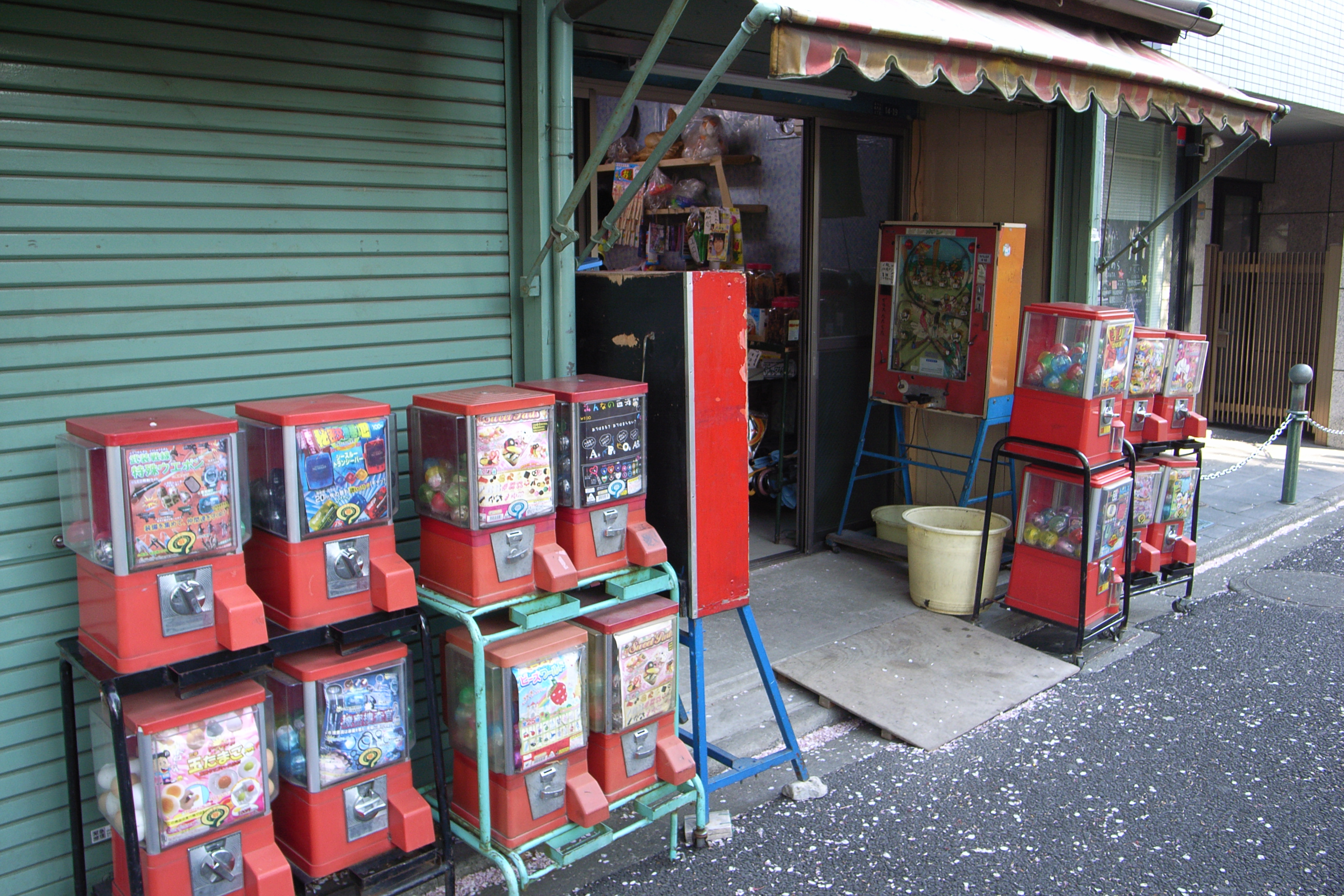

当時のアニメ、野球選手などのクジ引きブロマイドなども人気があった。このほかにも子供の射幸心を狙ったくじ引き系アイテムも多く、「アイスクリームガム」という製品では、一回10円でガムを買って、当りが出ると何処のメーカーのアイスクリームでも指定金額内の範囲が貰えた。ガム・アイスクリーム・チョコレートといった菓子類でも、当り付きといった要素が多く見られた。
夏にカブトムシ、秋にスズムシなどの生き物（ペット）を売る店もあった。
玩具類では銀玉鉄砲や花火（カンシャク玉や爆竹・ロケット花火から花火セットまで）のほか、独楽やめんこ・竹とんぼ・風船/水風船といった素朴な物、あるいは「スパイセット」や「昆虫採集セット」と名付けられたセット物、余り高価ではないプラモデルなど多岐にわたる。郷土玩具に類するものも含まれる場合がある。なおプラモデルでも「組み立てて飾る」ようなものではなく、駄菓子屋ルートでしか流通しない「組み立てたら動かして遊ぶ」といったような玩具に近い魚雷艇や飛行機などであった。また「当てくじ」（くじ引きで出た番号に応じて景品がもらえる）のように、一般の玩具店ではまず見られない形態の製品が存在する。こういった「駄菓子屋アイテム」は、その多くが専門化された問屋、あるいは玩具問屋ないし菓子問屋（場合によっては雑貨問屋）が、専門の流通経路を持っている。

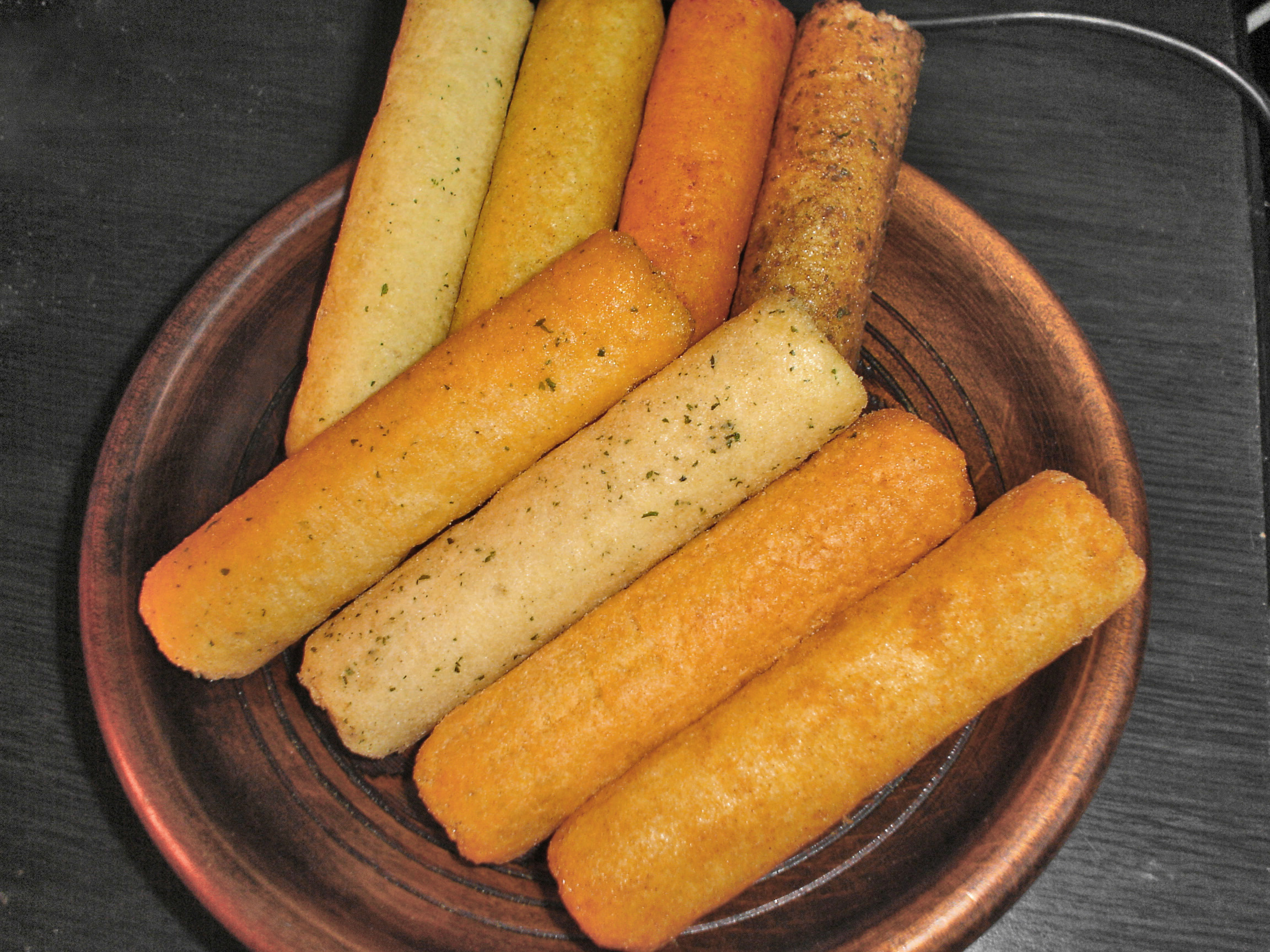
1本10円のうまい棒（1979年登場）
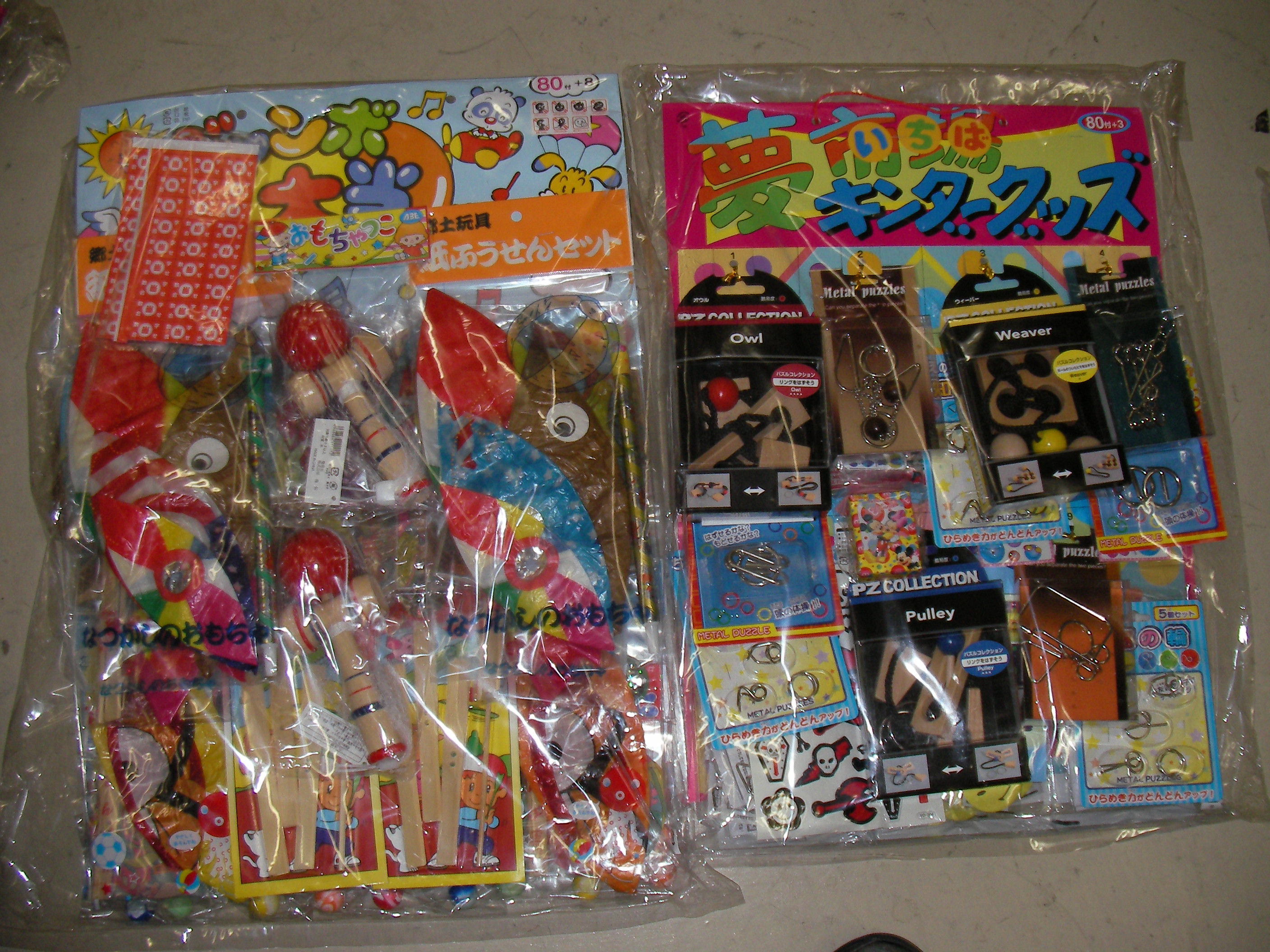
いわゆる「当てくじ」

| - 1本10円のうまい棒（1979年登場） - いわゆる「当てくじ」 |

## 駄菓子屋の現状
駄菓子屋は1980年代から著しい減少傾向が続いている。小学校近辺にある子供を相手にした店などは、特に地方において少子化・過疎化で子供の数が激減したうえ、子供たちの遊びに対する嗜好の変化、あるいは子供らが経済的に豊かになったことの影響を受けた。衛生的で商品も豊富なコンビニエンスストアの増加、またスナック菓子などの人気によって、駄菓子そのものが「程度の低いお菓子」として児童や保護者らに敬遠されたこともある。こうした経営的な苦しさによる後継者不足も加わり、典型的な「お婆さんが住居兼用で営む街中の駄菓子屋さん」はかなり減少している。ただ2000年代においても、駄菓子屋に通って育った世代の一部は思い入れを抱いているほか、駄菓子屋を含めた「昭和レトロ」に新鮮さを感じる若い世代もいる。このため、駄菓子屋を再現した売り場を設けたり、個々の駄菓子を販売したりする企業があるほか、駄菓子関連の展示施設もある。
子供時代に駄菓子屋に慣れ親しんだ大人たちが当時を懐かしみ、懐古趣味も手伝って取り扱いをする店舗も変化している。駄菓子の販路に関しては、インターネットでの通信販売をはじめとして、大型ショッピングセンター、コンビニに至るまで、多様化している。懐古ブームにも乗り、人気定番アイテムとして現在でも入手は可能である。またこの懐古ブームに乗った「駄菓子屋チェーン店」の動きもあり、ビジネスガイド主催「インターナショナル・ギフトショー」にもそういった業者の出品が見られる。

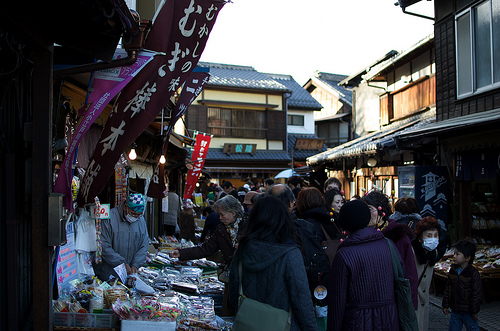
埼玉県川越市の「菓子屋横丁」

- 菓子屋横丁（駄菓子横丁、駄菓子屋横丁） - 埼玉県川越市元町（末広町との区域境近く）。自営の小規模な製造業者の直売で、軒を連ねている。
- 二木の菓子 - 上野・アメ横の店舗では、駄菓子のまとめ買いにもばら売りにも対応。
- 神戸物産 - 日本各地で「業務スーパー」を展開する小売業。一部店舗で駄菓子のまとめ売りを行っている。

上記以外に駄菓子屋関連の展示や商品販売などを観光や地域活性化に生かしている例としては、「昭和レトロ商品博物館」（東京都青梅市）や「駄菓子屋ゲーム博物館」（東京都板橋区）、伊香保おもちゃと人形自動車博物館内「昭和レトロテーマパーク駄菓子屋横丁」（群馬県吉岡町）などがある。

### 駄菓子問屋
駄菓子を扱う問屋などが多数営業している地域としては、台東区の蔵前、名古屋市の明道町、大阪市の松屋町などがある。問屋は、小売業者の仕入れ向けにロット（生産単位）での大量一括販売が基本であるが、問屋業者・店舗によっては個人客への小売り（ばら売り）に応じてくれるところもある。
- 東京都台東区蔵前（江戸通り沿いとその近辺） - 玩具の問屋街。玩具に類する品揃えの一環として、おもちゃ花火や駄菓子を取り扱う問屋もある。なお、当地南側の台東区浅草橋には人形の問屋が多い。北側の台東区駒形には、バンダイ、エポック社のそれぞれの本社なども所在する。
- 東京都荒川区西日暮里（日暮里） - 日暮里駅東口を出て西日暮里駅寄り直ぐのところにあった「日暮里菓子玩具問屋街」（日暮里菓子玩具問屋組合）が2004年に立ち退き、「問屋街」としては消滅した。日暮里駅東口では再開発計画による駅ビル建築が進んでいる。なお、個別の問屋自体は、駅周辺や駅から少し離れたところに移転して散在しつつ営業を続けており、駅ビル完成時に入居を計画している問屋もある。
  - Area Introduction - 日暮里駅東口 「ひぐらしの里」市街地再開発事業（都市再生機構 - UR都市機構 東京川の手エリアポータルサイト Kawanote + PLUS）
  - 昭和30年代へ時間旅行 ■駄菓子屋横丁 （東京都荒川区）（「新聞12紙リレーフォト 列島道の辺に食あり」） 中国新聞 2002年9月12日
  - さよなら日暮里駄菓子の街角（Excite Bit コネタ） エキサイトニュース 2004年7月17日
- 愛知県名古屋市西区新道、幅下（明道町） - 中京菓子玩具卸市場が2000年に閉鎖した後も、周辺で問屋が多数営業している。菓子メーカー（製菓会社）も多数所在する。全国の大半の小売店に駄菓子を出荷している、国内最大規模の駄菓子問屋街。
- 大阪府大阪市中央区松屋町